# Список астероїдів (12401—12500)
| Назва                                 | Тимчасове позначення | Дата відкриття    | Місце відкриття                                           | Відкривач                          |
| ------------------------------------- | -------------------- | ----------------- | --------------------------------------------------------- | ---------------------------------- |
| 12401 Тухольський (Tucholsky)         | 1995 OG10            | 21 липня 1995     | Обсерваторія Карла Шварцшильда                            | Ф. Бернґен                         |
| (12402) 1995 PK                       | 1995 PK              | 3 серпня 1995     | Обсерваторія Кійосато                                     | Сатору Отомо                       |
| (12403) 1995 QD3                      | 1995 QD3             | 31 серпня 1995    | Обсерваторія Оїдзумі                                      | Такао Кобаяші                      |
| (12404) 1995 QW3                      | 1995 QW3             | 31 серпня 1995    | Огляд Каталіна                                            | Тімоті Спар                        |
| 12405 Несполі (Nespoli)               | 1995 RK              | 15 вересня 1995   | Сормано                                                   | Франческо Манка, В. Джуліані       |
| 12406 Звіков (Zvikov)                 | 1995 SZ1             | 25 вересня 1995   | Обсерваторія Клеть                                        | Мілош Тіхі, Зденек Моравец         |
| 12407 Ріккарді (Riccardi)             | 1995 SC2             | 23 вересня 1995   | Обсерваторія Сан-Вітторе                                  | Обсерваторія Сан-Вітторе           |
| 12408 Фудзіока (Fujioka)              | 1995 SP2             | 20 вересня 1995   | Обсерваторія Кума Коґен                                   | Акімаса Накамура                   |
| 12409 Букованська (Bukovanska)        | 1995 SL3             | 28 вересня 1995   | Обсерваторія Клеть                                        | Обсерваторія Клеть                 |
| 12410 Donald Duck                     | 1995 SM3             | 26 вересня 1995   | Сормано                                                   | Пієро Сіколі, П. Ґецці             |
| 12411 Таннокайо (Tannokayo)           | 1995 SQ3             | 20 вересня 1995   | Обсерваторія Кітамі                                       | Кін Ендате, Кадзуро Ватанабе       |
| 12412 Мутісатіе (Muchisachie)         | 1995 ST4             | 20 вересня 1995   | Обсерваторія Кітамі                                       | Кін Ендате, Кадзуро Ватанабе       |
| 12413 Джоннівейр (Johnnyweir)         | 1995 SQ29            | 26 вересня 1995   | Зеленчуцька станція обсерваторії Казанського університету | Т. Крячко                          |
| 12414 Буре (Bure)                     | 1995 SR29            | 26 вересня 1995   | Станція Зеленчуцька обсерваторії Казанського Університету | Т. Крячко                          |
| 12415 Вакататакайо (Wakatatakayo)     | 1995 SW52            | 22 вересня 1995   | Обсерваторія Кітамі                                       | Кін Ендате, Кадзуро Ватанабе       |
| (12416) 1995 TS                       | 1995 TS              | 2 жовтня 1995     | Обсерваторія Оїдзумі                                      | Такао Кобаяші                      |
| (12417) 1995 TC8                      | 1995 TC8             | 2 жовтня 1995     | Обсерваторія Кійосато                                     | Сатору Отомо                       |
| 12418 Тунлін (Tongling)               | 1995 UX2             | 23 жовтня 1995    | Станція Сінлун                                            | SCAP                               |
| (12419) 1995 UP4                      | 1995 UP4             | 25 жовтня 1995    | Обсерваторія Оїдзумі                                      | Такао Кобаяші                      |
| (12420) 1995 UT4                      | 1995 UT4             | 25 жовтня 1995    | Обсерваторія Оїдзумі                                      | Такао Кобаяші                      |
| 12421 Женя (Zhenya)                   | 1995 UH5             | 16 жовтня 1995    | Станція Зеленчуцька обсерваторії Енгельгардта             | Т. Крячко                          |
| (12422) 1995 US8                      | 1995 US8             | 27 жовтня 1995    | Обсерваторія Кушіро                                       | Сейджі Уеда, Хіроші Канеда         |
| 12423 Слотін (Slotin)                 | 1995 UQ16            | 17 жовтня 1995    | Обсерваторія Кітт-Пік                                     | Spacewatch                         |
| (12424) 1995 VM                       | 1995 VM              | 2 листопада 1995  | Обсерваторія Оїдзумі                                      | Такао Кобаяші                      |
| (12425) 1995 VG2                      | 1995 VG2             | 12 листопада 1995 | Обсерваторія Наті-Кацуура                                 | Йошісада Шімідзу, Такеші Урата     |
| 12426 Ракетбол (Racquetball)          | 1995 VL2             | 14 листопада 1995 | Обсерваторія Галеакала                                    | AMOS                               |
| (12427) 1995 WM3                      | 1995 WM3             | 21 листопада 1995 | Фарра-д'Ізонцо                                            | Фарра-д'Ізонцо                     |
| (12428) 1995 WJ5                      | 1995 WJ5             | 24 листопада 1995 | Обсерваторія Оїдзумі                                      | Такао Кобаяші                      |
| (12429) 1995 WH7                      | 1995 WH7             | 26 листопада 1995 | Обсерваторія Оїдзумі                                      | Такао Кобаяші                      |
| (12430) 1995 XB2                      | 1995 XB2             | 14 грудня 1995    | Станція Сінлун                                            | SCAP                               |
| 12431 Вебстер (Webster)               | 1995 YY10            | 18 грудня 1995    | Обсерваторія Кітт-Пік                                     | Spacewatch                         |
| 12432 Усуда (Usuda)                   | 1996 AR1             | 12 січня 1996     | Обсерваторія Тітібу                                       | Наото Сато, Такеші Урата           |
| 12433 Барбієрі (Barbieri)             | 1996 AF4             | 15 січня 1996     | Обсерваторія Азіаґо                                       | Маура Томбеллі, Уліссе Мунарі      |
| (12434) 1996 BM                       | 1996 BM              | 16 січня 1996     | Обсерваторія Оїдзумі                                      | Такао Кобаяші                      |
| 12435 Судаті (Sudachi)                | 1996 BX              | 17 січня 1996     | Обсерваторія Кітамі                                       | Кін Ендате, Кадзуро Ватанабе       |
| (12436) 1996 BY1                      | 1996 BY1             | 24 січня 1996     | Обсерваторія Оїдзумі                                      | Такао Кобаяші                      |
| 12437 Вестлейн (Westlane)             | 1996 BN6             | 18 січня 1996     | Обсерваторія Кітт-Пік                                     | Spacewatch                         |
| (12438) 1996 CZ                       | 1996 CZ              | 9 лютого 1996     | Обсерваторія Клаудкрофт                                   | Воррен Оффутт                      |
| 12439 Окасакі (Okasaki)               | 1996 CA3             | 15 лютого 1996    | Обсерваторія Наніо                                        | Томімару Окуні                     |
| 12440 Косіґаябосі (Koshigayaboshi)    | 1996 CF3             | 11 лютого 1996    | Обсерваторія Кітамі                                       | Кін Ендате, Кадзуро Ватанабе       |
| (12441) 1996 DV                       | 1996 DV              | 19 лютого 1996    | Обсерваторія Оїдзумі                                      | Такао Кобаяші                      |
| 12442 Белтрамемасс (Beltramemass)     | 1996 DO1             | 23 лютого 1996    | Обсерваторія Санта-Лючія Стронконе                        | Обсерваторія Санта-Лючія Стронконе |
| 12443 Паульсідней (Paulsydney)        | 1996 EQ2             | 15 березня 1996   | Обсерваторія Галеакала                                    | AMOS                               |
| 12444 Prothoon                        | 1996 GE19            | 15 квітня 1996    | Обсерваторія Ла-Сілья                                     | Ерік Вальтер Ельст                 |
| 12445 Сіратака (Sirataka)             | 1996 HE2             | 24 квітня 1996    | Обсерваторія Наніо                                        | Томімару Окуні                     |
| 12446 Джуліябраян (Juliabryant)       | 1996 PZ6             | 15 серпня 1996    | Макквері                                                  | Роберт Макнот, Дж. Чайльд          |
| 12447 Yatescup                        | 1996 XA12            | 4 грудня 1996     | Обсерваторія Кітт-Пік                                     | Spacewatch                         |
| 12448 Містер Томпкінс (Mr. Tompkins)  | 1996 XW18            | 12 грудня 1996    | Обсерваторія Клеть                                        | Мілош Тіхі, Зденек Моравец         |
| (12449) 1996 XL31                     | 1996 XL31            | 14 грудня 1996    | Обсерваторія Оїдзумі                                      | Такао Кобаяші                      |
| (12450) 1996 YD                       | 1996 YD              | 20 грудня 1996    | Обсерваторія Оїдзумі                                      | Такао Кобаяші                      |
| (12451) 1996 YF                       | 1996 YF              | 20 грудня 1996    | Обсерваторія Оїдзумі                                      | Такао Кобаяші                      |
| (12452) 1996 YO                       | 1996 YO              | 20 грудня 1996    | Обсерваторія Оїдзумі                                      | Такао Кобаяші                      |
| (12453) 1996 YY                       | 1996 YY              | 20 грудня 1996    | Обсерваторія Оїдзумі                                      | Такао Кобаяші                      |
| (12454) 1996 YO1                      | 1996 YO1             | 18 грудня 1996    | Станція Сінлун                                            | SCAP                               |
| (12455) 1997 AR                       | 1997 AR              | 2 січня 1997      | Обсерваторія Оїдзумі                                      | Такао Кобаяші                      |
| 12456 Ґенічіаракі (Genichiaraki)      | 1997 AC1             | 2 січня 1997      | Обсерваторія Тітібу                                       | Наото Сато                         |
| (12457) 1997 AK1                      | 1997 AK1             | 2 січня 1997      | Обсерваторія Оїдзумі                                      | Такао Кобаяші                      |
| (12458) 1997 AR1                      | 1997 AR1             | 2 січня 1997      | Обсерваторія Оїдзумі                                      | Такао Кобаяші                      |
| (12459) 1997 AQ4                      | 1997 AQ4             | 6 січня 1997      | Обсерваторія Оїдзумі                                      | Такао Кобаяші                      |
| 12460 Мандо (Mando)                   | 1997 AF5             | 3 січня 1997      | Обсерваторія Тітібу                                       | Наото Сато                         |
| (12461) 1997 AM5                      | 1997 AM5             | 7 січня 1997      | Обсерваторія Оїдзумі                                      | Такао Кобаяші                      |
| (12462) 1997 AO5                      | 1997 AO5             | 7 січня 1997      | Обсерваторія Оїдзумі                                      | Такао Кобаяші                      |
| (12463) 1997 AL7                      | 1997 AL7             | 9 січня 1997      | Обсерваторія Оїдзумі                                      | Такао Кобаяші                      |
| 12464 Мангеттен (Manhattan)           | 1997 AH8             | 2 січня 1997      | Обсерваторія Кітт-Пік                                     | Spacewatch                         |
| 12465 Перз Ембой (Perth Amboy)        | 1997 AD10            | 3 січня 1997      | Обсерваторія Кітт-Пік                                     | Spacewatch                         |
| (12466) 1997 AS12                     | 1997 AS12            | 10 січня 1997     | Обсерваторія Оїдзумі                                      | Такао Кобаяші                      |
| (12467) 1997 AX17                     | 1997 AX17            | 15 січня 1997     | Обсерваторія Оїдзумі                                      | Такао Кобаяші                      |
| 12468 Захотін (Zachotin)              | 1997 AE18            | 14 січня 1997     | Обсерваторія Ондржейов                                    | Ленка Коткова                      |
| 12469 Кацуура (Katsuura)              | 1997 AW18            | 9 січня 1997      | Обсерваторія Тітібу                                       | Наото Сато                         |
| 12470 Пінотті (Pinotti)               | 1997 BC9             | 31 січня 1997     | Обсерваторія Азіаґо                                       | Маура Томбеллі                     |
| 12471 Ларрішерр (Larryscherr)         | 1997 CZ6             | 6 лютого 1997     | Обсерваторія Галеакала                                    | NEAT                               |
| 12472 Самадхі (Samadhi)               | 1997 CW11            | 3 лютого 1997     | Обсерваторія Кітт-Пік                                     | Spacewatch                         |
| 12473 Леві-Чивіта (Levi-Civita)       | 1997 CM19            | 10 лютого 1997    | Прескоттська обсерваторія                                 | Пол Комба                          |
| (12474) 1997 CZ19                     | 1997 CZ19            | 12 лютого 1997    | Обсерваторія Оїдзумі                                      | Такао Кобаяші                      |
| (12475) 1997 CC20                     | 1997 CC20            | 12 лютого 1997    | Обсерваторія Оїдзумі                                      | Такао Кобаяші                      |
| (12476) 1997 EU2                      | 1997 EU2             | 4 березня 1997    | Обсерваторія Оїдзумі                                      | Такао Кобаяші                      |
| 12477 Хайку (Haiku)                   | 1997 EY20            | 4 березня 1997    | Обсерваторія Кітт-Пік                                     | Spacewatch                         |
| 12478 Судзукісейдзі (Suzukiseiji)     | 1997 EX25            | 7 березня 1997    | Обсерваторія Наніо                                        | Томімару Окуні                     |
| 12479 Осімаосаму (Ohshimaosamu)       | 1997 EG27            | 5 березня 1997    | Обсерваторія Кітт-Пік                                     | Spacewatch                         |
| (12480) 1997 EW45                     | 1997 EW45            | 9 березня 1997    | Станція Сінлун                                            | SCAP                               |
| 12481 Стреувелс (Streuvels)           | 1997 EW47            | 12 березня 1997   | Обсерваторія Ла-Сілья                                     | Ерік Вальтер Ельст                 |
| 12482 Пайка (Pajka)                   | 1997 FG1             | 23 березня 1997   | Обсерваторія Модри                                        | Адріан Галад, А. Правда            |
| (12483) 1997 FW1                      | 1997 FW1             | 28 березня 1997   | Станція Сінлун                                            | SCAP                               |
| (12484) 1997 FO3                      | 1997 FO3             | 31 березня 1997   | Сокорро (Нью-Мексико)                                     | LINEAR                             |
| 12485 Дженіфергарріс (Jenniferharris) | 1997 GO1             | 7 квітня 1997     | Обсерваторія Галеакала                                    | NEAT                               |
| (12486) 1997 GP6                      | 1997 GP6             | 2 квітня 1997     | Сокорро (Нью-Мексико)                                     | LINEAR                             |
| (12487) 1997 GJ8                      | 1997 GJ8             | 2 квітня 1997     | Сокорро (Нью-Мексико)                                     | LINEAR                             |
| (12488) 1997 GD15                     | 1997 GD15            | 3 квітня 1997     | Сокорро (Нью-Мексико)                                     | LINEAR                             |
| (12489) 1997 GR36                     | 1997 GR36            | 7 квітня 1997     | Сокорро (Нью-Мексико)                                     | LINEAR                             |
| 12490 Лейден (Leiden)                 | 1997 JB13            | 3 травня 1997     | Обсерваторія Ла-Сілья                                     | Ерік Вальтер Ельст                 |
| 12491 Мушенбрук (Musschenbroek)       | 1997 JE15            | 3 травня 1997     | Обсерваторія Ла-Сілья                                     | Ерік Вальтер Ельст                 |
| 12492 Танаїс (Tanais)                 | 1997 JP16            | 3 травня 1997     | Обсерваторія Ла-Сілья                                     | Ерік Вальтер Ельст                 |
| 12493 Мінковський (Minkowski)         | 1997 PM1             | 4 серпня 1997     | Прескоттська обсерваторія                                 | Пол Комба                          |
| 12494 Дуґгамілтон (Doughamilton)      | 1998 DH11            | 25 лютого 1998    | Обсерваторія Галеакала                                    | NEAT                               |
| (12495) 1998 FJ                       | 1998 FJ              | 18 березня 1998   | Вумера                                                    | Френк Золотовскі                   |
| 12496 Екгольм (Ekholm)                | 1998 FF9             | 22 березня 1998   | Обсерваторія Кітт-Пік                                     | Spacewatch                         |
| (12497) 1998 FQ14                     | 1998 FQ14            | 26 березня 1998   | Коссоль                                                   | ODAS                               |
| 12498 Дражеско (Dragesco)             | 1998 FY14            | 26 березня 1998   | Коссоль                                                   | ODAS                               |
| (12499) 1998 FR47                     | 1998 FR47            | 20 березня 1998   | Сокорро (Нью-Мексико)                                     | LINEAR                             |
| 12500 Деснґаї (Desngai)               | 1998 FB49            | 20 березня 1998   | Сокорро (Нью-Мексико)                                     | LINEAR                             |

| ← Астероїди 10001—20000 → |             |             |             |             |             |             |             |             |             |
| 10001—10100               | 11001—11100 | 12001—12100 | 13001—13100 | 14001—14100 | 15001—15100 | 16001—16100 | 17001—17100 | 18001—18100 | 19001—19100 |
| 10101—10200               | 11101—11200 | 12101—12200 | 13101—13200 | 14101—14200 | 15101—15200 | 16101—16200 | 17101—17200 | 18101—18200 | 19101—19200 |
| 10201—10300               | 11201—11300 | 12201—12300 | 13201—13300 | 14201—14300 | 15201—15300 | 16201—16300 | 17201—17300 | 18201—18300 | 19201—19300 |
| 10301—10400               | 11301—11400 | 12301—12400 | 13301—13400 | 14301—14400 | 15301—15400 | 16301—16400 | 17301—17400 | 18301—18400 | 19301—19400 |
| 10401—10500               | 11401—11500 | 12401—12500 | 13401—13500 | 14401—14500 | 15401—15500 | 16401—16500 | 17401—17500 | 18401—18500 | 19401—19500 |
| 10501—10600               | 11501—11600 | 12501—12600 | 13501—13600 | 14501—14600 | 15501—15600 | 16501—16600 | 17501—17600 | 18501—18600 | 19501—19600 |
| 10601—10700               | 11601—11700 | 12601—12700 | 13601—13700 | 14601—14700 | 15601—15700 | 16601—16700 | 17601—17700 | 18601—18700 | 19601—19700 |
| 10701—10800               | 11701—11800 | 12701—12800 | 13701—13800 | 14701—14800 | 15701—15800 | 16701—16800 | 17701—17800 | 18701—18800 | 19701—19800 |
| 10801—10900               | 11801—11900 | 12801—12900 | 13801—13900 | 14801—14900 | 15801—15900 | 16801—16900 | 17801—17900 | 18801—18900 | 19801—19900 |
| 10901—11000               | 11901—12000 | 12901—13000 | 13901—14000 | 14901—15000 | 15901—16000 | 16901—17000 | 17901—18000 | 18901—19000 | 19901—20000 |